# 謝爾曼鎮區 (堪薩斯州華盛頓縣)
謝爾曼鎮區（英語：Sherman Township）為美國堪薩斯州華盛頓縣轄下的鎮區。2010年美国人口普查中此鎮區人口有234人。

## 地理
謝爾曼鎮區涵蓋總面積為93.1平方（35.95平方英里），其中陸地面積為93.0平方（35.89平方英里），水域面積為0.16平方（0.06平方英里）或0.17%。

## 人口統計
根據2010年美國人口普查，謝爾曼鎮區人口有234人，其中男性有127人，女性有107人，人口密度為每平方公里2.51人，住房計116戶。鎮區內的白人有222人，非裔美國人有0人，美洲原住民有0人，亞裔美國人有0人，太平洋島裔美國人有0人，其他種族有12人，混血種族則有0人。此外鎮區內有15人為西班牙裔或拉丁裔美國人。此鎮區之年齡中位數為48.3歲，而男性年齡中位數為45.5歲，女性年齡中位數為48.6歲。

## 交通

### 主要公路
- 9號堪薩斯州州道
- 15號堪薩斯州州道